# Pinkification

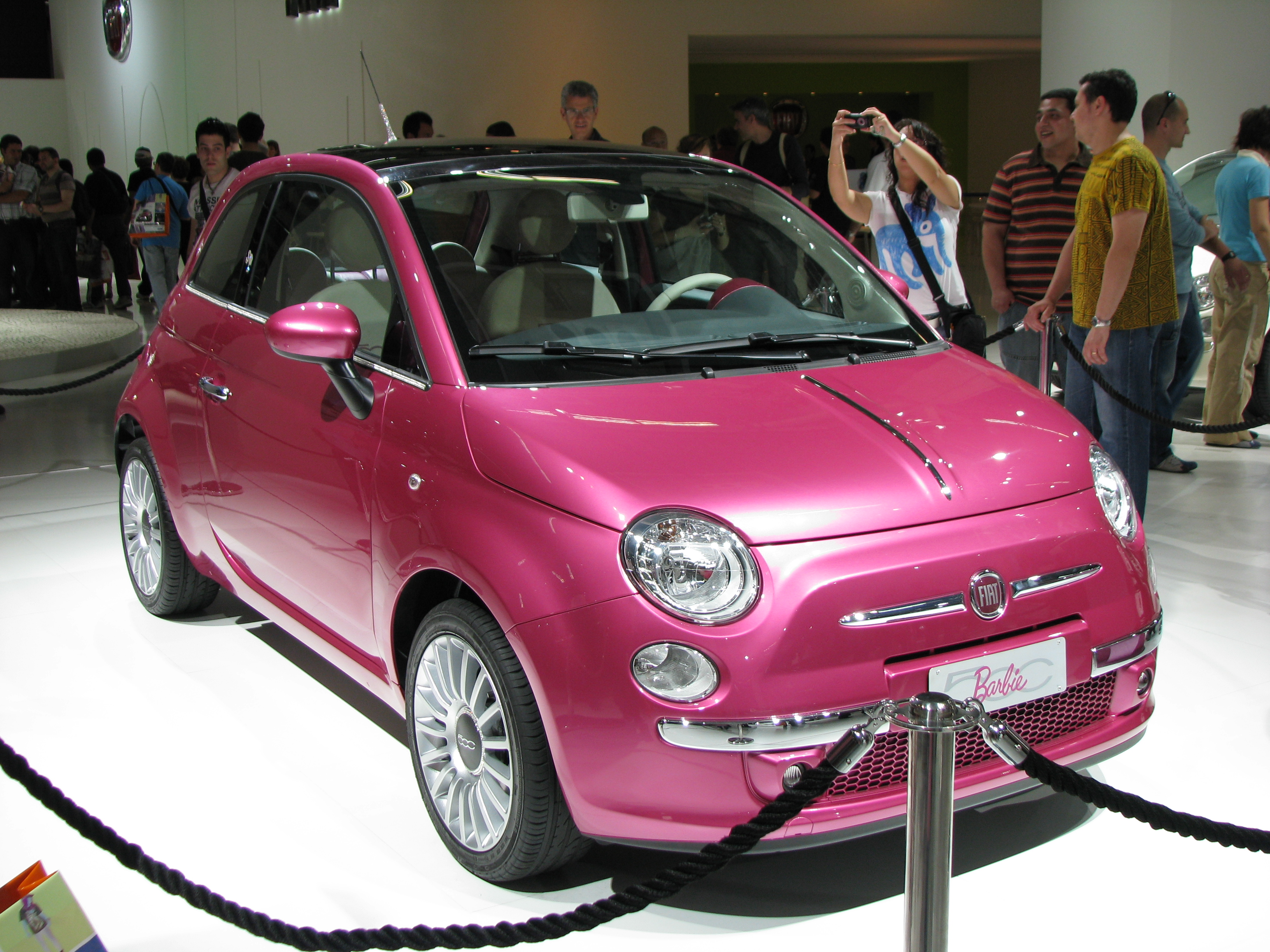
Fiat Barbie 500

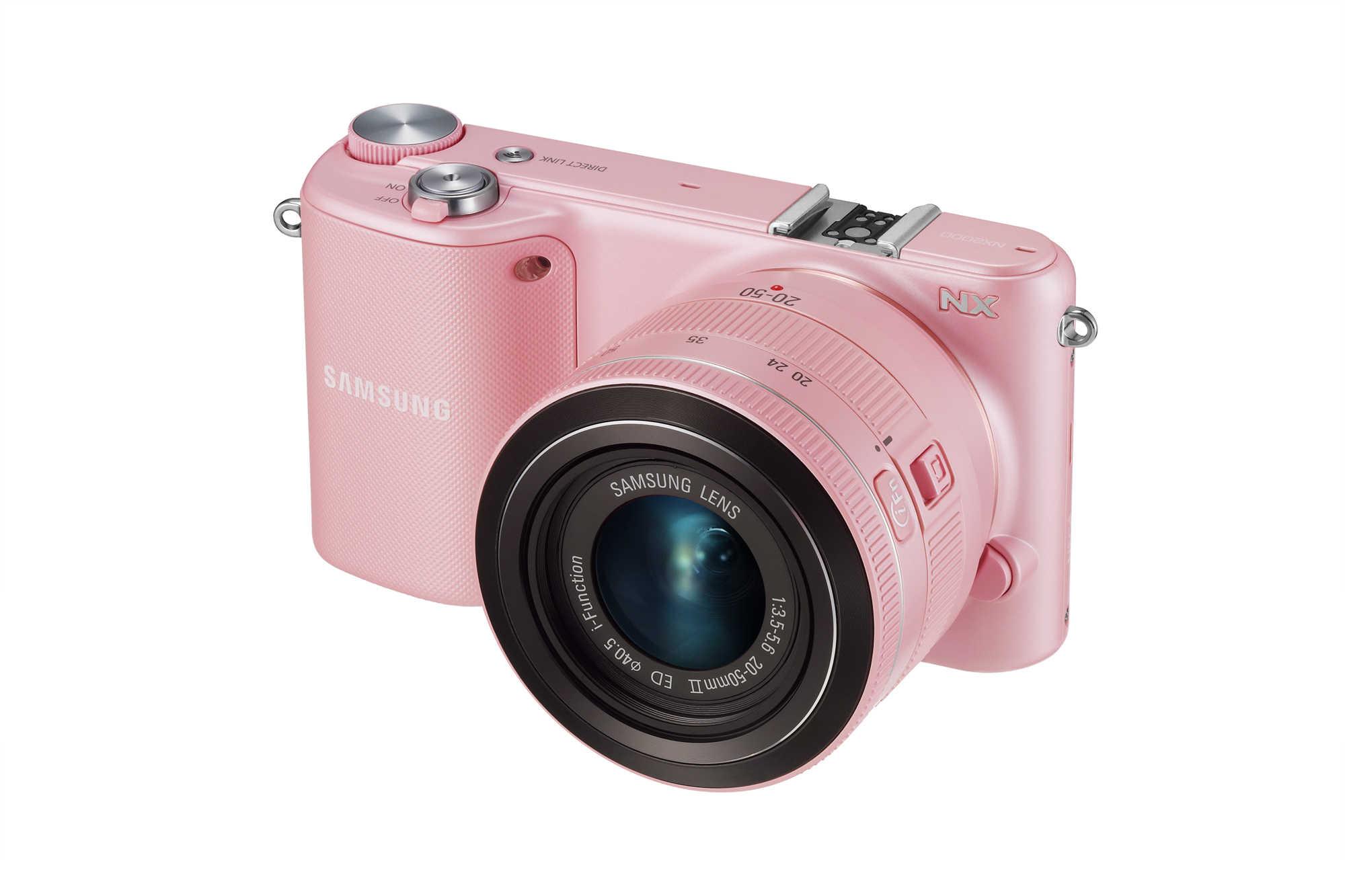
Samsung NX2000 Pink

Pinkification, dall'inglese pink + -ification, è un neologismo utilizzato per indicare il processo per cui un prodotto o un servizio si avvale del colore rosa per attrarre il pubblico femminile. 
Si tratta di una vera e propria "conversione cromatica" che in alcuni casi comprende anche una caratterizzazione formale con linee morbide, curvilinee ecc. e una maggiore presenza di decorazioni come pattern, elementi iconici (fiori, cuori e altri segni) ed effetti (glitter).
Questo processo è frequente nel caso di prodotti rivolti alle donne, sia che appartengano a categorie merceologiche dedicate (prodotti di bellezza o per la cura del corpo), sia nel caso di prodotti tipicamente rivolti a entrambi dei quali è offerta (o suggerita) una "versione femminile", ad esempio automobili (Fiat 500 Barbie), telefoni (I-phone rosa) e altri oggetti tecnologici (macchine fotografiche, laptop ecc.). La stessa strategia si riscontra, anche se con obiettivi differenti, nel caso di servizi e di campagne dedicate, come avviene ad esempio per il simbolo internazionale di lotta contro il tumore al seno (nastro rosa) e altre iniziative.
Spesso il processo di pinkification è usato in modo strumentale per avvicinare, in particolare le bambine, a settori nei quali si trovano sotto-rappresentate, come ad esempio nell'ambito delle STEM (acronimo di Science, Technology, Engineering and Math) e della programmazione.

## Caratteristiche e definizione del fenomeno
L'associazione tra rosa e femminile, in particolare nel contesto occidentale, è molto radicata, sebbene non molto lontana nel tempo. Fino agli anni trenta e quaranta del secolo scorso il rosa, assimilato al rosso, era utilizzato preferibilmente per l'abbigliamento dei maschi, mentre il blu ritenuto più freddo e "calmo" per le bambine, anche se questo non rappresentava una regola.
Fu nel corso degli anni cinquanta che il rosa passando dalla moda, al cinema e al design (arredo ed elettrodomestici) affermò la sua associazione con il femminile. 
Nel 2015, Jennifer Wright, ha pubblicato il video "How did pink become a girly color?" (visibile su YouTube) che racconta la storia di questo colore ripercorrendo alcune tappe fondamentali. Va detto che il rosa non vedeva ancora un uso rigido come oggi, ma rappresentava per le bambine una possibile scelta.
Si ritiene che a partire dagli anni ottanta, con la diffusione della diagnosi prenatale e della possibilità di conoscere il sesso del nascituro, si impose la classica divisione di rosa (per le bambine) e blu (per i bambini) di pari passo a una serie di associazioni stereotipate legate all'infanzia in relazione al genere, testimoniate da strategie di marketing che nel tempo sono divenute sempre più sofisticate.

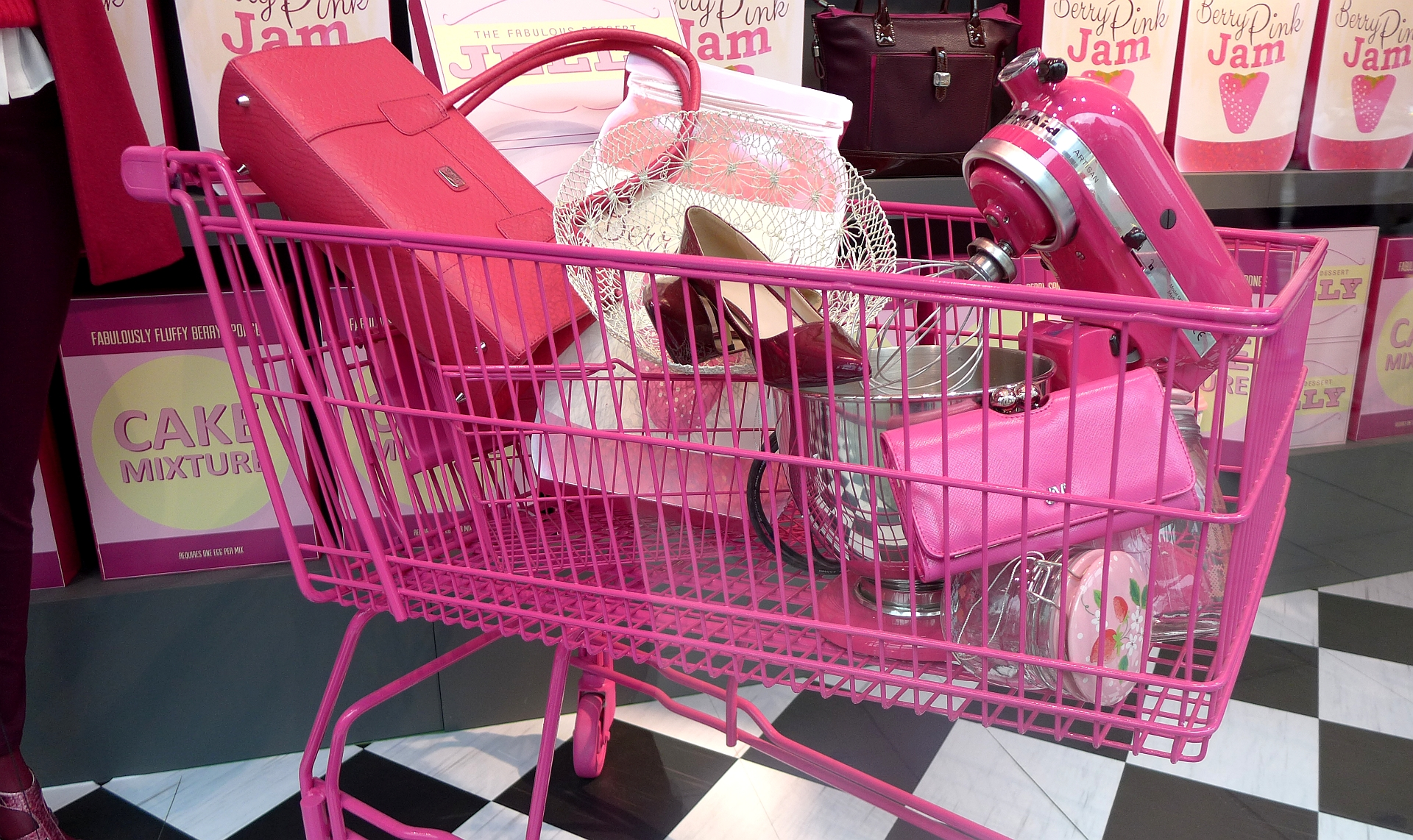
Pinkification come strategia di vendita

L'utilizzo del colore rosa è strettamente connesso al Gendered marketing, una strategia di mercato nata negli Stati Uniti che si basa sulla segmentazione del target, e sul posizionamento dei prodotti in base al genere, con l'obiettivo di ottenere un aumento delle vendite in sostituzione del prodotto originario non differenziato. Nonostante questa strategia offra la possibilità di introdurre sul mercato prodotti e servizi più sensibili alle esigenze di genere (femminile...maschile) è oggetto di critiche e polemiche perché in molti casi l'eccessiva diversificazione, laddove non necessaria, può risultare discriminante, limitando l'accesso ad alcuni prodotti e la libera espressione.
A questo proposito è interessante il video "Gendered Marketing" di Kirsten Drysdale and Zoe Norton Lodge, dalla serie Tv Checkout, che con ironia mette in luce le contraddizioni di questo tipo di strategie.
La pinkfication è un trend molto diffuso anche nell'ambito dei giochi e dei programmi educativo scientifici rivolti alle bambine (per ridurre il divario di genere e quello digitale); il tentativo di "ingentilire" questo tipo di attività rendendole più attrattive su un piano estetico risulta molto controverso nonostante alcune tra queste possano essere ritenute come "buone pratiche" (vedi ad esempio i giochi per future ingegnere Goldie Blox).

## Aspetti problematici e criticità
Il fenomeno pinkification è controverso perché solleva alcuni interrogativi parte del dibattito intorno alle teorie evolutasi all'interno degli studi di genere.
Ad esempio, assumere che il rosa piaccia a tutte le donne e bambine è concorde all'approccio essenzialista, in gran parte contestato, per cui le differenze tra maschi e femmine sono da considerarsi naturali, universali e immodificabili; in parte sostenuto anche da alcune ricerche nell'ambito delle neuroscienze e del neuromarketing tanto discusse da aver portato alla definizione di neurosessismo.
L'altra prospettiva, in parte avversa alla prima, coincide con l'approccio socio-culturale per cui l'identità di genere è la risultante di un processo di costruzione sociale nel quale è importante considerare le cause e i processi storici e culturali, che in questo caso hanno portato all'associazione tra rosa e femminile, e le relative implicazioni.
L'utilizzo di questo colore come "dedicato" può essere letto in due prospettive divergenti. Da una parte il rosa può connotare il femminile come una "categoria a parte", eccezione, e deviazione dalla norma (assunta come maschile) sia nelle merci sia pensando ad esempio al romanzo rosa, alle "quote rosa", il pink power ecc.; da un'altra parte però, può essere interpretato come l'appropriazione del femminile in un mondo di merci pensate al maschile che accresce la visibilità delle donne, irrompendo addirittura nello spazio fisico, e in più in generale l'affermazione del femminile.
È chiaro che se l'associazione simbolica tra rosa e femminile può ritenersi semplicemente il risultato di una libera scelta e della preferenza di molte, prescindendo da un'imposizione massificata, questo non è altrettanto vero nel caso dei prodotti rivolti alle bambine.
Pinkification è un trend che, soprattutto a partire dagli anni 2000, ha coinvolto il mercato dell'infanzia e in particolare dai prodotti in ambito prenatale a quelli per l'adolescenza, immergendo bambine e ragazze in un mondo di oggetti (vestiti, accessori, giocattoli ecc.) completamente rosa. Questo risulta problematico se la presenza del colore rosa diviene prescrittiva, orientando le scelte delle bambine verso l'utilizzo di alcuni oggetti al contrario di altri. Inoltre, in alcuni casi, il rosa assume una dimensione "ammiccante" prossima a quella che assume per le donne adulte, rischiando di avvicinare le più piccole ad immaginari lontani dall'innocenza e spensieratezza dell'infanzia, come quelli di piccole Lolita, proiettandole anticipatamente in una vita adulta. Un caso eclatante è stato il lancio sul mercato della linea di lingerie per bambine Boobs & Bloomers (in vendita anche in Italia ma poi ritirata) che presentava alcune bambine ritratte in atteggiamenti provocanti e la presenza del colore rosa con funzione attenuativa, eufemistica. La prossimità di linguaggio che si attua attraverso la presenza di questo colore, azzera le differenze tra le età, rendendo spesso confuse le linee di confine tra quelle che sono bambine-donne e donne-bambine. Adultizzazione per le prime e infantilizzazione per le seconde.
In relazione a questo, è opportuno considerare come il rosa (opposto all'azzurro nell'infanzia) permane nella vita della donna, evidenziando una mancata crescita, e rendendo esplicito il bisogno di distinguersi laddove il maschile è dato.
Un altro aspetto interessante e dibattuto è l'uso del colore rosa per rendere alcuni prodotti "più interessanti" per le donne (un esempio sono i prodotti "little pink tools"  Little Pink Tools, su littlepinktools.com. URL consultato il 20 giugno 2016 (archiviato dall'url originale il 16 giugno 2016).): se da un lato questa strategia può facilitare e favorire l'accesso per donne e bambine ad ambiti occupazionali tradizionalmente rivolti al maschile, dall'altro rischia di perpetuare stereotipi di genere e il modello di "segregazione" e di divisione tra i due sessi.
Dalla ricerca "Why pinkification matters?" della Dr. Rebecca Hains (docente in pubblicità e studi sui media, Salem State University), gli aspetti più problematici di questo fenomeno in relazione ai bambini, non sono legati di per sé al colore rosa, ma all'utilizzo strumentale di questo colore che:
- Non indica soltanto quali sono le "cose da bambine" ma esclude la possibilità di effettuare scelte "neutre";
- La strategia si rivolge principalmente alle bambine perché sono in una fascia d'età vulnerabile e facilmente influenzabile;
- Esclude ed emargina i bambini e bambine che non si identificano in ruoli e stereotipi tradizionali.

## Iniziative e campagne di contrasto
Nel corso degli anni sono nate molte iniziative di contrasto al fenomeno della pinkification, di cui moltissime sono rivolte all'infanzia.
Tra queste ricordiamo: 
- Pinkstinks Archiviato il 5 aprile 2020 in Internet Archive. è una campagna inglese di contrasto all'azione che marketing e media esercitano sulle bambine nell'assunzione di ruoli e stereotipi di genere.
- The Pink and the Blue Project è un progetto fotografico dell'artista coreana Jeong Mee Yoon sulla separazione tradizionale tra rosa e blu che si ritrova nelle stanze, nell'abbigliamento e negli oggetti di bambine e bambini. Il lavoro si rivela di particolare importanza perché evidenzia la relazione tra genere e consumi in un'ottica interculturale e globalizzata.
- BIC pens for her on Ellen Show - intervento della comica inglese Ellen Show rispetto all'introduzione sul mercato della penna BIC for her (in versione rosa e viola)